# Siège de Rhodes (1522)
Pour les articles homonymes, voir Siège de Rhodes.
Le siège de Rhodes de 1522 est un siège organisé autour de l'île de Rhodes par les armées ottomanes en 1522. 
C'est l'évènement militaire qui met définitivement fin à la présence en Méditerranée orientale des ordres militaires nés des Croisades. L'ordre des Hospitaliers est chassé de l'île par Soliman le Magnifique après un long siège de cinq mois.

## Contexte
Après la perte de Saint-Jean d'Acre en 1291, l'ordre des Hospitaliers s'installe pendant quelques années à Chypre puis conquiert l'île de Rhodes sous suzeraineté byzantine entre 1306 et 1310. L'Ordre se dote d'une puissante marine de guerre et conserve un certain nombre de garnisons sur les îles du Dodécanèse. Alors que l'Empire ottoman est en pleine extension, la présence des Hospitaliers au large de l'Asie mineure constitue une menace pour le Sultan ottoman.
Les Hospitaliers résistent à deux attaques mameloukes en 1440 et 1444. Après la chute de Constantinople, un nouveau siège en 1480 par les Ottomans ne donne pas plus de résultats. C'est Sélim Ier qui décide d'une nouvelle expédition contre l'Île, mais il meurt en 1520 et c'est son fils et successeur Soliman le Magnifique qui va la mener à bien.
Soliman sait que l'Occident est divisé par le conflit entre François Ier et Charles Quint. De plus, il signe un traité avec Venise pour s'assurer de sa neutralité. Il espère donc que les Hospitaliers ne pourront bénéficier des renforts qui leur avaient permis de résister en 1480.

## Déroulement du siège
Une flotte ottomane importante est regroupée à Istanbul et arrive en vue de Rhodes le 24 juin 1522. Le nombre de voiles est estimé selon les auteurs de 200 à 400. Soliman la rejoint le 18 juillet. La ville est investie sur mer et sur terre, les troupes étant dirigées par Mustapha Pacha, second vizir de Soliman.
Le grand maître de l'Ordre est Philippe de Villiers de L'Isle-Adam, élu l'année précédente contre son rival, le grand prieur de Castille-Portugal, André d'Amaral (pt). Il prend les dispositions d'usage en fermant le port d'une double chaîne immergée et en sabordant des vaisseaux pour en interdire l'accès. La ville est renforcée en artillerie, munitions et vivres. En prévision du travail de sapes destiné à ébranler les fortifications, le grand maître fait appel à Gabriel Tadini di Martinengo (it), vénitien, expert en contre-sapes au grand désappointement du doge. Les défenseurs sont de l'ordre de 16 000. Malgré les appels du Pape Adrien VI, les seuls renforts dont pourront bénéficier les assiégés seront le fait de quelques frères hospitaliers venant des garnisons voisines du Dodécanèse en raison du blocus maritime.
En revanche, les Ottomans sont actifs du côté terre où le siège est un furieux combat d'artillerie et de sapes. Après l'échec de plusieurs assauts, notamment celui désastreux pour les assaillants du 24 septembre, Soliman destitue Mustapha Pacha (condamné à mort, puis gracié) début octobre et le remplace à la tête de l'armée par le chef des janissaires, Ahmed Pacha. Le siège s'enlise et l'armée ottomane est décimée autant par les combats que par la dysenterie. Le 30 octobre, un serviteur d'André d'Amaral, prieur de Castille, est surpris en train d'envoyer un message au camp turc. Il avoue sous la torture avoir agi sur l'ordre de son maître. Malgré ses dénégations, d'Amaral est exécuté le 8 novembre.
Le 14 novembre, la tour d'Espagne s'effondre et bientôt les bastions d'Aragon, d'Angleterre, de Provence et d'Italie menacent ruine, rendant très aléatoire la situation des assiégés. Villiers de L'Isle-Adam veut résister, mais se rend finalement à l'avis de Préjean de Bidoux et Gabriel Tadini. Les négociations entre les deux camps commencent le 10 décembre et l'accord est signé le 19 décembre. Le grand maître livre la ville, mais obtient la liberté pour les 160 chevaliers survivants, ainsi que pour les Rhodiens qui souhaitent quitter la ville. En contrepartie, Soliman exige l'évacuation de toutes les garnisons de l'Ordre dans le Dodécanèse. Les chevaliers quittent Rhodes, sur la Santa Anna et leurs autres navires, dans les premiers jours de 1523, en emportant tous leurs biens.

## Conséquences
La prise de Rhodes permet à Soliman d'obtenir la maîtrise de la mer en Méditerranée orientale, objectif essentiel pour sécuriser les liaisons maritimes entre Constantinople, Le Caire et les différents ports du Levant. Seule la Crète reste aux mains des Vénitiens, mais ils sont liés par des traités commerciaux avec l'Empire ottoman.
L'ordre des Hospitaliers entame une errance de sept ans, s'installant successivement à Civitavecchia, puis, en 1528, à Viterbe et enfin à Nice, dans les États de Savoie. Finalement l'empereur Charles Quint, comprenant l'utilité que peut avoir un ordre militaire en Méditerranée face aux avancées ottomanes (Alger est conquis par Barberousse en 1529), confie le 24 mars 1530 à l'ordre de Saint-Jean de Jérusalem la possession de l'archipel de Malte, dépendance du royaume de Sicile.